# Atletiek op de Olympische Zomerspelen 2008 - Marathon vrouwen
De vrouwenmarathon op de Olympische Spelen van 2008 in Peking vond plaats in Peking op 17 augustus, met finish in het Nationale Stadion van Peking. De start vond om 7.30 uur in de ochtend plaats.
De wedstrijd werd gewonnen door de Roemeense Constantina Tomescu, die op een gegeven ogenblik een minuut voorsprong opbouwde en deze tot de finish vasthield. Ze won de marathon in 2:26.44. Tweede werd Catherine Ndereba uit Kenia in 2:27.06, op korte afstand gevolgd door Zhou Chunxiu uit China, die in 2:27.07 over de finish kwam.
Wereldrecordhoudster Paula Radcliffe werd tijdens de wedstrijd geveld door kramp en kwam in 2:32.38 over de finish.

## Kwalificatie
Elk Nationaal Olympisch Comité mocht drie atleten afvaardigen die in de kwalificatieperiode (1 januari 2007 tot 23 juli 2008) aan de A-limiet voldeden (2:37.00). Een NOC mocht een atleet afvaardigen, die in dezelfde kwalificatieperiode aan de B-limiet voldeed (2:42.00).

## Medailles
| Goud   | Constantina Tomescu | ROU |
| Zilver | Catherine Ndereba   | KEN |
| Brons  | Zhou Chunxiu        | CHN |

## Records
Voorafgaand aan het toernooi waren dit het wereldrecord en het olympisch record.
| Wereldrecord     | Paula Radcliffe | 2:15.35 | Londen | 13 april 2003     |
| Olympisch record | Naoko Takahashi | 2:23.14 | Sydney | 24 september 2000 |

## Uitslag
| №      | Naam                     | NOC | Tijd    | Opmerking |
| ------ | ------------------------ | --- | ------- | --------- |
| Goud   | Constantina Tomescu      | ROU | 2:26.44 | SB        |
| Zilver | Catherine Ndereba        | KEN | 2:27.06 |           |
| Brons  | Zhou Chunxiu             | CHN | 2:27.07 | SB        |
| 4      | Zhu Xiaolin              | CHN | 2:27.16 | SB        |
| 5      | Martha Komu              | KEN | 2:27.23 |           |
| 6      | Mara Yamauchi            | GBR | 2:27.29 |           |
| 7      | Irina Timofejeva         | RUS | 2:27.31 |           |
| 8      | Lidia Şimon              | ROU | 2:27.51 |           |
| 9      | Souad Aït Salem          | ALG | 2:28.29 |           |
| 10     | Salina Kosgei            | KEN | 2:29.28 |           |
| 11     | Živilė Balčiūnaitė       | LTU | 2:29.33 |           |
| 12     | Kim Kum-Ok               | PRK | 2:30.01 | SB        |
| 13     | Yurika Nakamura          | JPN | 2:30.19 |           |
| 14     | Anna Incerti             | ITA | 2:30.55 | PB        |
| 15     | Dire Tune                | ETH | 2:31.16 |           |
| 16     | Nina Rillstone           | NZL | 2:31.16 |           |
| 17     | Bruna Genovese           | ITA | 2:31.31 |           |
| 18     | Luminita Talpos          | ROU | 2:31.41 |           |
| 19     | Madaí Pérez              | MEX | 2:31.47 |           |
| 20     | Christelle Daunay        | FRA | 2:31.48 |           |
| 21     | Benita Johnson           | AUS | 2:32.06 |           |
| 22     | Svetlana Zacharova       | RUS | 2:32.16 |           |
| 23     | Paula Radcliffe          | GBR | 2:32.38 |           |
| 24     | Monika Drybulska         | POL | 2:32.39 | SB        |
| 25     | Eun-jung Lee             | KOR | 2:33.07 |           |
| 26     | Liz Yelling              | GBR | 2:33.12 |           |
| 27     | Blake Russell            | USA | 2:33.13 |           |
| 28     | Beata Naigambo           | NAM | 2:33.29 |           |
| 29     | Vincenza Sicari          | ITA | 2:33.31 |           |
| 30     | Dorota Gruca             | POL | 2:33.32 |           |
| 31     | Tetyana Filonyuk         | UKR | 2:33.35 |           |
| 32     | Marisa Barros            | POR | 2:34.08 |           |
| 33     | Lisa Jane Weightman      | AUS | 2:34.16 |           |
| 34     | Kirsten Melkevik Otterbu | NOR | 2:34.35 |           |
| 35     | Liza Hunter-Galvan       | NZL | 2:34.51 |           |
| 36     | Yong-Ok Jong             | PRK | 2:34.52 |           |
| 37     | Rasa Drazdauskaitė       | LTU | 2:35.09 |           |
| 38     | Melanie Kraus            | GER | 2:35.17 |           |
| 39     | María Portillo           | PER | 2:35.19 | NR        |
| 40     | Helalia Johannes         | NAM | 2:35.22 |           |
| 41     | Zhang Shujing            | CHN | 2:35.35 |           |
| 42     | Lucia Kimani             | BIH | 2:35.47 | NR        |
| 43     | Sandra Ruales            | ECU | 2:35.53 | PB        |
| 44     | Kate Smyth               | AUS | 2:36.10 |           |
| 45     | Yesenia Centeno          | ESP | 2:36.25 |           |
| 46     | Ana Dias                 | POR | 2:36.25 |           |
| 47     | Nebiat Habtemariam       | ERI | 2:37.03 |           |
| 48     | Bun-Hui Jo               | PRK | 2:37.04 |           |
| 49     | Tabitha Tsatsa           | ZIM | 2:37.10 |           |
| 50     | Bahar Dogan              | TUR | 2:37.12 | PB        |
| 51     | Marily dos Santos        | BRA | 2:38.10 |           |
| 52     | Susanne Hahn             | GER | 2:38.31 |           |
| 53     | Eun-hee Chae             | KOR | 2:38.52 |           |
| 54     | Alessandra Aguilar       | ESP | 2:39.29 |           |
| 55     | Patricia Rétiz           | MEX | 2:39.34 |           |
| 56     | Sun-young Lee            | KOR | 2:43.23 |           |
| 57     | Eva-Maria Gradwohl       | AUT | 2:44.24 |           |
| 58     | Yuliya Arzipova          | KGZ | 2:44.41 |           |
| 59     | Sonia Calizaya           | BOL | 2:45.53 |           |
| 60     | Eléni Dónta              | GRE | 2:46.44 |           |
| 61     | Karina Pérez             | MEX | 2:47.02 |           |
| 62     | Bertha Sánchez           | COL | 2:47.02 |           |
| 63     | Pauline Curley           | IRL | 2:47.16 |           |
| 64     | Maria José Pueyo         | ESP | 2:48.01 |           |
| 65     | Petra Teveli             | HUN | 2:48.32 |           |
| 66     | Epiphanie Nyirabarame    | RWA | 2:49.32 |           |
| 67     | Zuzana Šaríková          | SVK | 2:49.39 |           |
| 68     | Gabriela Traña           | CRC | 2:53.45 |           |
| 69     | Oksana Sklyarenko        | UKR | 2:55.39 |           |
| –      | Mamorallo Tjoka          | LES | –       | DNF       |
| –      | Magdalena Lewy-Boulet    | USA | –       | DNF       |
| –      | Valentina Delion         | MDA | –       | DNF       |
| –      | Deena Kastor             | USA | –       | DNF       |
| –      | Olivera Jevtić           | SRB | –       | DNF       |
| –      | Gete Wami                | ETH | –       | DNF       |
| –      | Berhane Adere            | ETH | –       | DNF       |
| –      | Beáta Rakonczai          | HUN | –       | DNF       |
| –      | Reiko Tosa               | JPN | –       | DNF       |
| –      | Galina Bogomolova        | RUS | –       | DNF       |
| –      | Inês Monteiro            | POR | –       | DNF       |
| –      | Mariana Dias Ximenes     | TLS | –       | DNF       |
| –      | Nadia Ejjafini           | BRN | –       | DNS       |

De volgende afkortingen worden gebruikt:
- DNS Niet gestart
- DNF Niet aangekomen
- PB Persoonlijke besttijd
- SB Beste seizoensprestatie
- NR Nationaal record
- AR Continentaal record
- WJ Wereldjeugdrecord